# Нікольське (Айиртауський район)
Ні́кольське (каз. Никольск) — село у складі Айиртауського району Північноказахстанської області Казахстану. Входить до складу Казанського сільського округу, раніше перебувало у складі ліквідованої Аксьоновської сільської ради.
Населення — 109 осіб (2021; 195 у 2009, 302 у 1999, 355 у 1989).
Національний склад станом на 1989 рік:
- росіяни — 28 %
- українці — 28 %
- казахи — 23 %.

Колишня назва — селище імені Янко.